# Glena insaria
Glena insaria är en fjärilsart som beskrevs av Dyar 1909. Glena insaria ingår i släktet Glena och familjen mätare. Inga underarter finns listade i Catalogue of Life.